# Vesicularia suburceolata
Vesicularia suburceolata är en bladmossart som beskrevs av Brotherus 1908. Vesicularia suburceolata ingår i släktet Vesicularia och familjen Hypnaceae. Inga underarter finns listade i Catalogue of Life.